# Diego Zílio
Diego Boscaini Zílio (sinh ngày 23 tháng 7 năm 1989) là một cầu thủ bóng đá người Brasil gốc Ý thi đấu cho Torreense. Anh cũng mang quốc tịch Ý.

## Sự nghiệp câu lạc bộ
Khi còn trẻ, anh đã chơi cho các câu lạc bộ Brazil EC Juventude, Esporte Clube Guarani, SER Caxias do Sul và Goiás EC. Khi bắt đầu sự nghiệp xa hơn, anh chơi ở Bồ Đào Nha với AC Alcanenense cho đến mùa hè 2010. Sau đó, anh chuyển sang đội B của Marítimo Funchal ở Madeira.Một mùa giải khác sau đó, anh chuyển đến Niedersachsen và chơi cho TSV Ottersberg, anh đã chơi ở Fußball-Oberliga Niedersachsen và đóng góp mười bàn thắng sau 30 trận.
Sau đó, anh chuyển về Bồ Đào Nha và gia nhập AC Alcanenense một lần nữa trong vòng một mùa giải. Vào cuối năm 2014, anh đã chơi CD Santa Clara lần đầu tiên trong sự nghiệp của mình trong tổng số hai trận đấu ở giải VĐQG Bồ Đào Nha thứ hai. Lần đầu tiên là trên sân nhà vào ngày 9 tháng 8 năm 2014 trong trận hòa 1-1 trước Clube Oriental Lisbon, trong đó anh có mặt trong đội hình xuất phát như một cánh trái. Sứ mệnh cuối cùng của ông là vào ngày 30 Tháng 11 năm 2014 khi đối đầu với câu lạc bộ cũ của mình Maritimo Funchal; trận đấu đã giành chiến thắng 2-0 trước Santa Clara. Ở đây, ông cũng ở trong XI bắt đầu. Năm sau, ông phát cho đến mùa hè năm União Leiria, trong sáu tháng tới nó đi cho anh ta sau đó đến GS Loures. Từ năm 2016  đến hè 2018, sau đó anh chạy đua cho SC União Torreense. Anh ấy đã chơi cho DG Peniche kể từ mùa giải 2018/19.
Anh ra mắt chuyên nghiệp tại Giải bóng đá hạng nhất quốc gia Bồ Đào Nha cho Santa Clara vào ngày 9 tháng 8 năm 2014 trong trận đấu trước Oriental.